# قائمة أعمال غالب هلسا
غالب هلسا هو أديب وروائي ومترجم وصحفي وسياسي شيوعي أردني، نشط في الحزب الشيوعي وكان عضوا في عدة أحزاب شيوعية عربية. استقر لمدة طويلة في مصر حيث كتب أهم أعماله الروائية. انضم إلى المقاومة الفلسطينية في بيروت وغادرها مع المقاتلين عام 1982. أمضى أعوامه الأخير في دمشق. بعد وفاته أعيد جثمانه ليدفن في الأردن وطبعت أعماله هناك، ويعده البعض رائد الرواية الأردنية.

## المؤلفات الروائية
| الرقم التسلسلي | صورة الغلاف | اسم الكتاب                 | دار النشر                       | تاريخ النشر | مكان النشر | الملاحظات                              |
| -------------- | ----------- | -------------------------- | ------------------------------- | ----------- | ---------- | -------------------------------------- |
| 1              |             | وديع والقديسة ميلادة       | دار الثقافة الجديدة             | 1969        | القاهرة    | -                                      |
| 2              |             | الضحك                      | دار العودة                      | 1971        | بيروت      | -                                      |
| 3              |             | الخماسين                   | دار الثقافة الجديدة             | 1971        | القاهرة    | -                                      |
| 4              |             | زنوج وبدو وفلاحين          | وزارة الإعلام                   | 1976        | بغداد      | -                                      |
| 5              |             | السؤال                     | دار ابن رشد                     | 1979        | بيروت      | -                                      |
| 6              |             | البكاء على الأطلال         | دار ابن خلدون                   | 1980        | بيروت      | -                                      |
| 7              |             | العلم مادة وحركة           | دار الكلمة للنشر                | 1980        | بيروت      | -                                      |
| 8              |             | قراءات في أعمال            | دار ابن رشد                     | 1900        | بيروت      | -                                      |
| 9              |             | المكان في الرواية العربية  | دار ابن هانئ                    | 1989        | دمشق       | -                                      |
| 10             |             | الجهل في معركة الحضارة     | دار الحداثة                     | 1982        | بيروت      | -                                      |
| 11             |             | ثلاثة وجوه لبغداد          | دار آفاق                        | 1984        | نيقوسيا    | -                                      |
| 12             |             | فصول في النقد              | دار الحداثة                     | 1984        | بيروت      | -                                      |
| 13             |             | سلطانة                     | دار الحقائق                     | 1987        | بيروت      | -                                      |
| 14             |             | الروائيون                  | الزاوية للطباعة والنشر والتوزيع | 1988        | دمشق       | -                                      |
| 15             |             | نقد الأدب الصهيوني         | دار التنوير العلمي              | 1995        | عمّان       | -                                      |
| 16             |             | اختيار النهاية الحزينة     | دار المحروسة                    | 1994        | اعمّان      | كتب نُشرت بعد وفاته،ناهض حتر (تقديم)    |
| 17             |             | أدباء علّموني، أدباء عرفتهم | دار التنوير                     | 1989        | اعمان      | كتب نُشرت بعد وفاته،جمع وتحقيق ناهض حتر |
| 18             |             | الهاربون من الحرية         | دار المدى للثقافة والنشر        | 2001        | دمشق       | كتب نُشرت بعد وفاته،إعداد ناهض حتر      |

## المؤلفات المترجمة
| الرقم التسلسلي | صورة الغلاف | اسم الكتاب            | دار النشر                       | تاريخ النشر | مكان النشر | الملاحظات |
| -------------- | ----------- | --------------------- | ------------------------------- | ----------- | ---------- | --------- |
| 1              |             | وليم فوكنر            | المؤسسة العربية للدراسات والنشر | 1976        | بيروت      | -         |
| 2              |             | برنارد شو             | المؤسسة العربية للدراسات والنشر | 1900        | بيروت      | -         |
| 4              |             | جماليات المكان        | وزارة الثقافة والإعلام          | 1980        | بغداد      | -         |
| 4              |             | الحارس في حقل الشوفان | دار الحقيقة                     | 1900        | بيروت      | رواية     |